# Ubaldo Soddu
Ubaldo Soddu (Salerno, 23 luglio 1883 – Roma, 25 luglio 1949) è stato un generale italiano, che ricoprì l'incarico di Sottocapo di Stato maggiore dell'Esercito e sottosegretario di Stato alla Guerra durante la fasi iniziali della seconda guerra mondiale. Il 13 giugno 1940, subito dopo scoppio delle ostilità con la Francia e la Gran Bretagna, assunse l'incarico di sottocapo di Stato Maggiore Generale.  Promosso generale d'armata, l'8 novembre 1940, durante la guerra contro la Grecia, sostituì il generale Sebastiano Visconti Prasca alla testa del Comando Superiore Truppe Albania. A causa delle sconfitta patita dalla truppe italiane tra il 22 e il 23 novembre 1940 fu dapprima affiancato al comando delle truppe, e poi sostituito, dal Capo di Stato Maggiore Generale Ugo Cavallero.

## Biografia
Nacque a Salerno da un sardo, Gavino, magistrato militare, e da Giacinta D'Elia il 23 luglio 1883. Frequentò la Regia Accademia Militare di Fanteria e Cavalleria di Modena uscendone nel 1904 con il grado di sottotenente, assegnato all'arma di fanteria. Entrato nel Regio Esercito, prese parte alla guerra italo-turca e successivamente alla grande guerra combattendo sul fronte italiano. Massone, fu iniziato nel 1912 nella Loggia "Nicola Fabrizi - Secura Fides" di Modena.
Nel 1918 andò a combattere sul fronte francese, con il grado di tenente colonnello. Nel luglio dello stesso anno diviene comandante del III Battaglione, 52º Reggimento fanteria, della Brigata Alpi, inquadrata nell'8ª Divisione del II Corpo d'armata. Si distinse anche su quel fronte, venendo decorato con due Medaglie d'argento al valor militare, una Croce al merito di guerra e con la Legion d'onore francese. Tra il 1927 e il 1930 insegnò presso l'Accademia Militare di Modena e quindi al Corso di applicazione per Ufficiali Superiori presso la Scuola di guerra dell'esercito. Dal 1930 al settembre 1933 è comandante dell'89º Reggimento fanteria "Salerno"; in quello stesso mese assume l'incarico di Comandante della Scuola centrale di fanteria, ricoprendo tale incarico fino al gennaio 1934, quando viene promosso al grado di generale di brigata, e assume l'incarico di Capo di Gabinetto del Ministero della guerra.
Nel 1936 fu promosso al grado di generale di divisione per meriti eccezionali, e nel luglio dell'anno successivo diviene comandante della 21ª Divisione fanteria "Granatieri di Sardegna". Nel 1937 diviene Sottocapo di Stato maggiore dell'esercito, e nell'aprile 1938 viene elevato al rango di generale di corpo d'armata. Nel novembre dello stesso anno il generale Alberto Pariani gli fa esaminare un piano operativo di invasione dell'Egitto redatto dal Governatore della Libia Italo Balbo, che prevedeva di concentrare le forze disponibili a est, e di mantenersi strettamente sulla difensiva sulla frontiera tunisina. In un documento ufficiale, egli riconobbe che l'offensiva verso l'Egitto non aveva alternativa "perché un atteggiamento difensivo alla frontiera orientale favorirebbe il concentramento delle truppe inglesi", ma in un documento "personale" aggiunse, però, che un serio piano offensivo poteva attuarsi solo con la disponibilità "immediata" (cioè in Libia) delle forze sufficienti a realizzarlo.
Il 31 ottobre 1939 venne nominato Sottosegretario di Stato presso il Ministero della guerra. Il 31 marzo 1940 ricevette un promemoria segreto scritto da Mussolini in cui egli annunciava l'intenzione di entrare in guerra a fianco della Germania, contro Francia e Gran Bretagna: tale riservatissimo memorandum fu consegnato a Vittorio Emanuele III quello stesso giorno e successivamente al Ministro degli Esteri Galeazzo Ciano, al Capo di Stato Maggiore Generale Pietro Badoglio, ai tre capi di Stato maggiore, Rodolfo Graziani, Domenico Cavagnari e Francesco Pricolo, al Ministro dell'Africa italiana Attilio Teruzzi, al segretario del PNF Ettore Muti.
Il 10 aprile 1940 viene insignito del titolo di Commendatore dell'Ordine militare di Savoia. In quel mese si occupò anche di riorganizzare il Servizio Informazioni Militare, disponendo che il ramo che si occupava di controspionaggio e antisabotaggio andasse a costituire un nuovo servizio: il C.S.M.S.S. (Controspionaggio Militare e Servizi Speciali). Posto al comando del colonnello Santo Emanuele, tale servizio era destinato a compiti di controspionaggio e ai Servizi Speciali (essenzialmente sabotaggi, attentati, terrorismo e anche eliminazione fisica degli avversari).

### La seconda guerra mondiale
Poco dopo l'entrata in guerra del Regno d'Italia, il 13 giugno 1940 assunse anche gli incarichi di sottocapo di Stato Maggiore Generale e comandante dell'Armata Territoriale. Dopo l'inizio dell'offensiva contro la Francia, lanciata dal Gruppo d'armate Ovest al comando del Principe di Piemonte, andò a ispezionare il fronte insieme al Capo di Stato Maggiore dell'Esercito, Maresciallo d'Italia Rodolfo Graziani. L'8 novembre 1940, dopo le prime inconcludenti battute della campagna di Grecia, fu chiamato a sostituire il generale Sebastiano Visconti Prasca alla testa del Comando Superiore Truppe Albania; lo stesso giorno è promosso al grado di generale d'armata.
Arrivato in Albania il primo ordine emanato fu quello di arrestare definitivamente l'offensiva, per passare alla difesa in attesa dell'arrivo di consistenti rinforzi: solo in un secondo momento, con più truppe a disposizione, avrebbe lanciato l'offensiva finale che avrebbe consentito di risolvere la guerra. Durante un'ispezione effettuata il 17 novembre il Capo di stato maggiore della Regia Aeronautica Pricolo ebbe un incontro con lui. Nel suo diario Pricolo annotò che lo trovò insicuro e pauroso sulla situazione: "mostrava preoccupazione e fiducia a scatti".
Le disposizioni emanate furono criticate dal suo predecessore, Visconti Prasca, ora al comando dell'11ª Armata, il quale già l'11 novembre fu sostituito dal generale Carlo Geloso. Il 14 novembre l'esercito greco al comando del generale Alexander Papagos passò decisamente all'offensiva. Quattro divisioni e una brigata attaccarono il settore nord-occidentale del fronte macedone tenuto dalle truppe italiane, attestate lungo il corso del fiume Devoli, concentrandosi in particolare tra il massiccio della Morova e il monte Ivan, con obiettivo Coriza.
Con l'arrivo di altre due divisioni greche in zona di combattimento, la situazione del fronte si fece insostenibile e, temendo lo sfondamento, egli decise per una ritirata di circa cinquanta chilometri, abbandonando Coriza al nemico. La conquista della città ebbe grosse ripercussioni sia politiche (in Grecia vi furono pubbliche manifestazioni di giubilio per le strade da parte della popolazione) sia militari: il 30 novembre fu sostituito nelle cariche di sottocapo di Stato Maggiore Generale e Sottosegretario di Stato alla Guerra dal generale Alfredo Guzzoni. Il generale Geloso, comandante dell'11ª Armata, propose che anche il fronte dell'Epiro, per evitare un possibile accerchiamento, si ritirasse di sessanta chilometri attestandosi a nord di Santi Quaranta e di Argirocastro. Egli non accettò e tra il 1º e il 2 dicembre i greci ruppero il fronte italiano nel settore di Permeti.
Tale disastro gli causò un forte stress emotivo, dovuto alla mancanza di abitudine al comando di un'armata in tempo di guerra. In una telefonata con Guzzoni del 4 dicembre arrivò a invitare Mussolini a risolvere il conflitto in modo diplomatico, cioè con una proposta di armistizio. La risposta del Duce fu l'invio sul posto del generale Ugo Cavallero (il quale, dopo le dimissioni di Pietro Badoglio avvenute il 28 novembre, divenne ufficialmente Capo di Stato Maggiore Generale il 4 dicembre) in Albania con il compito di affiancarlo, e valutarne l'operato. Cavallero arrivò a Elbasan, in Albania (dove si trovava il comando della 9ª Armata del generale Mario Vercellino) nel pomeriggio del 4 dicembre, accolto da Soddu e Vercellino, e da allora affiancò di fatto Soddu nella condotta delle operazioni belliche, sostituendolo ufficialmente al comando delle truppe il 13 gennaio 1941.
Essendo entrato a far parte della Camera dei fasci e delle corporazioni nel 1939, durante la XXX Legislatura, rimase parlamentare fino all'8 agosto 1943. Dopo la caduta del fascismo, avvenuta il 25 luglio di quell'anno, si ritirò definitivamente a vita privata, ma divenne un osservato speciale del nuovo governo guidato da Badoglio. Fu arrestato e rinchiuso nel carcere militare di Forte Boccea, da dove venne liberato il 12 settembre su ordine del Feldmaresciallo Albert Kesselring.
Si ritirò in una tenuta che aveva a Monte Alto (a sud di Desenzano del Garda), dove stilò cinque anni dopo (nell’inverno del 1948) un manoscritto rimasto inedito.
Nel marzo del 1944 giurò fedeltà alla Repubblica Sociale Italiana, confermando le sue simpatie per i tedeschi e per il rinnovato regime, ma poiché inviso agli stessi fascisti non prestò alcun servizio attivo.
Tra il dicembre 1944 e il marzo 1945 venne duramente attaccato da Giovanni Preziosi, che dalle colonne de La vita italiana lo accusò di essere massone e di aver sabotato di proposito la Campagna di Grecia. Egli protestò presso Mussolini ma il Duce stemperò la cosa, replicando che non era il tempo di inchieste. Dopo la fine della guerra non scrisse alcun libro di memorie sulla campagna ellenica, tranne un inedito intitolato Memorie e riflessioni di un generale (1933-1941) e datato «Desenzano del Garda, inverno 1948». Una volta finita la guerra non ebbe particolari altri strascichi disciplinari, anche perché era ai margini da anni. Si spense a Roma il 25 luglio 1949.

## Pubblicazioni
- Perché Bonaparte nel 1797 inizia una nuova campagna contro l'Austria, 1914
- Statuti libici personali e reali, Tip. degli Stab. militari di pena, 1924
- Movimento e guerra celermente risolutiva, 1937

### Annotazioni
1. ↑  Uno dei motivi per cui Soddu venne cacciato è da ricercare nel fatto che Mussolini riteneva inappropriato che egli, anche in tempo di guerra, si dilettasse nella composizione di colonne sonore per film. Galeazzo Ciano, Diario 1937-1943, Rizzoli Editore, Milano, pag. 492

### Fonti
1. 1 2 3  Generals.
2. ↑  Gazzetta del Regno d'Italia n.227, del 29 settembre 1904.
3. ↑  V. Gnocchini, L'Italia dei Liberi Muratori, Mimesis-Erasmo, Milano-Roma, 2005, p.257.
4. 1 2 3  Sweet 2006, p. 96.
5. ↑  Lucio Ceva, Balbo e la preparazione della guerra in Africa settentrionale, ITALIA CONTEMPORANEA n° 243, giugno 2006.
6. 1 2  Minniti 2000, p. 173.
7. ↑  Gazzetta Ufficiale del Regno d'Italia n.258, 7 novembre 1939.
8. ↑  Circolare n. 114850 del 24 aprile 1940.
9. 1 2  Rochat 2008, p. 266.
10. ↑  Pricolo 1946, p. 31.
11. ↑  Pricolo 1946, p. 29.
12. ↑  Visconti Prasca 1946, p. 165 , appaiono alquanto scolastiche e da manuale.
13. ↑  Gazzetta del Regno d'Italia n.299, del 23 dicembre 1940 XIX.
14. 1 2  Cervi 1965, p. 218.
15. ↑  Pricolo 1946, p. 68.
16. 1 2  Cervi 1965, p. 219.
17. ↑  Vento 2010, p. 271.
18. 1 2  Cecini 2016, p. 119.
19. ↑  Ceva 1991, p. 230.
20. ↑  Sito web del Quirinale: dettaglio decorato.
21. ↑  Gazzetta Ufficiale del Regno d'Italia  n.168, 22 luglio 1936.
22. ↑  Gazzetta Ufficiale del Regno d'Italia  n.224, 22 settembre 1920.
23. ↑  Gazzetta Ufficiale del Regno d'Italia  n.240, 16 ottobre 1931.
24. ↑  Supplemento ordinario alla Gazzetta Ufficiale del Regno d'Italia N. 221 del 22 settembre 1937, pag.13.
25. ↑  Gazzetta Ufficiale del Regno d'Italia  n.133, 1º maggio 1933.
26. ↑  Gazzetta Ufficiale del Regno d'Italia n.144, 21 giugno 1935, pag.3073.